# Allium farreri
Allium farreri — вид квіткових рослин з підродини цибулевих (Allioideae). Ендемік Китаю: пн.-зх. Сичуань і пд.-сх. Ганьсу.

## Резюме
Частки оцвітини на верхівці загострені. 2n = 16.